# Pete Carpenter
Peter Clarence „Pete“ Carpenter (* 1. April 1914 in Honolulu, Hawaii; † 18. Oktober 1987 in Sherman Oaks, Los Angeles, Kalifornien) war ein US-amerikanischer Jazz-Posaunist, Arrangeur und Komponist zahlreicher Titelmelodien für das Fernsehen.

## Leben
Carpenter begann seine Karriere als Komponist für Fernsehserien wie Verliebt in eine Hexe (1964) und die Andy Griffith Show (1966–1967). Ab 1968 arbeitet er bis zu seinem Tod mit Mike Post zusammen. Beide hatten 1974 ihren Durchbruch mit der Titelmelodie für Detektiv Rockford – Anruf genügt mit James Garner. Dafür erhielten sie im Jahr 1975 einen Grammy Award und waren unter den ersten Zehn in den US-amerikanischen Billboard-Charts. Sie erhielten außerdem eine Auszeichnung bei den BMI Film & TV Awards 1990.
Im Laufe der Jahre komponierten sie zahlreiche Titelmelodien, unter anderen für CHiPs, Magnum, Die Himmelhunde von Boragora, Die Schnüffler, Das A-Team, Hardcastle & McCormick, Trio mit vier Fäusten, Hunter, Stingray und Fluchtpunkt San Francisco. Außerdem war er in an Reihe von Fernsehfilmen beteiligt, darunter Captain America (1979) und Captain America II: Death Too Soon. Sein Schaffen umfasst mehr als 60 Produktionen.
Pete Carpenter starb im Oktober 1987 im Alter von 73 Jahren in einem Krankenhaus in Sherman Oaks, Los Angeles an den Folgen einer Krebserkrankung. Er hinterließ eine Ehefrau und zwei Kinder.